# Hans Decker (Sänger)
Hans Decker (* 18. Juli 1903 in Kötzting; † 21. März 1980 in Wien) war ein deutsch-österreichischer Opern-, Konzertsänger und Heldentenor.

## Leben und Wirken
Decker stammte aus Bayern. Nach dem Schulbesuch schlug er eine Ausbildung zum Organisten ein, wechselte dann aber zu einem Gesangsstudium in München. Sein Debüt als Sänger erfolgte 1932 am Stadttheater Würzburg. Nach Engagements am Landestheater Coburg war er 1933/1934 als lyrischer und jugendlicher Heldentenor am Stadttheater Mainz tätig, wechselte dann an das Stadttheater Düsseldorf und 1936 an das Stadttheater Essen. Ab 1938 wirkte Decker an der Volksoper in Wien.
Zu seinen Rollen gehörten im Bereich Oper Radames, Canio, Turiddu, Friedemann Bach, Walter Stolzing, Lohengrin, Palestrina sowie im Konzertbereich klassische und moderne Lieder sowie Arien. Daneben trat er mehrfach in München im Hörfunk auf. An seinem letzten Wirkungsort Wien wurde er vor allem durch Partien aus dem italienischen Repertoire bekannt, übernahm aber auch klassische Rollen wie den Alfred in Die Fledermaus.